# Al Tzájib
Al Tzájib är en ort i Mexiko.   Den ligger i kommunen San Antonio och delstaten San Luis Potosí, i den centrala delen av landet, 250 km norr om huvudstaden Mexico City. Al Tzájib ligger 336 meter över havet och antalet invånare är 259.
Terrängen runt Al Tzájib är kuperad åt sydväst, men åt nordost är den platt. Al Tzájib ligger uppe på en höjd. Runt Al Tzájib är det ganska tätbefolkat, med 58 invånare per kvadratkilometer. Närmaste större samhälle är Tanquián de Escobedo, 19,8 km öster om Al Tzájib. Omgivningarna runt Al Tzájib är en mosaik av jordbruksmark och naturlig växtlighet.